# Уве Нойперт
Уве Нойперт (англ. Uwe Neupert; нар. 5 серпня 1957, Грайц, Тюрингія) — східнонімецький борець вільного та греко-римського стилів, дворазовий чемпіон, дворазовий срібний та чотириразовий бронзовий призер чемпіонатів світу, триразовий чемпіон, чотириразовий срібний та триразовий бронзовий призер чемпіонатів Європи, срібний призер Олімпійських ігор. Всі нагороди здобув у вільній боротьбі.

## Життєпис
Уве Нойперт був найуспішнішим східнонімецьким борцем усіх часів. Загалом він завоював 19 міжнародних медалей, серед яких срібна медаль у вільному стилі в напівважкій вазі на Олімпіаді в Москві 1980 року. Через Бойкот літніх Олімпійських ігор 1984 року в Лос-Анджелесі Радянським Союзом та його сателітами він не зміг захистити свою медаль. У 1988 році він взяв участь у Сеульській Олімпіаді, але фінішував четвертим у суперважкій вазі, програвши поєдинок за бронзову медаль проти американського борця Білла Шерра.
На чемпіонатах світу Нойперт виграв дві золоті медалі в 1978 і 1982 роках, срібну медаль в 1977 та 1979 році і бронзові медалі в 1981, 1983, 1985 і 1989 роках. На чемпіонатах Європи він зібрав три золоті медалі в 1978, 1979 і 1981 роках; срібні медалі 1980, 1982, 1984—1985 рр.; і бронзові медалі 1983, 1986, 1988 років.
Дев'ятиразовий чемпіон (1977—1983, 1985, 1986), срібний (1984) та бронзовий призер (1976) чемпіонату НДР з вільної боротьби. Триразовий чемпіон (1981, 1982, 1985) та срібний призер (1983) чемпіонату НДР з греко-римської боротьби.
Нойперт вивчав спортивну науку в Німецькому університеті фізичної культури в Лейпцигу і отримав диплом спортивного вчителя та тренера з боротьби. Після возз'єднання Німеччини стало відомо, що він систематично вживав допінг у межах встановленої державою допінгової системи в колишній НДР. Пізніше він володів фітнес-студією в Райлінгені в Шварцвальді і працював особистим фітнес-тренером.

## Спортивні результати на міжнародних змаганнях

### Виступи на Олімпіадах
| Змагання                    | Збірна | Вагова категорія           | Місце  |
| --------------------------- | ------ | -------------------------- | ------ |
| Літні Олімпійські ігри 1980 | НДР    | вільна боротьба, до 90 кг  | Срібло |
| Літні Олімпійські ігри 1988 | НДР    | вільна боротьба, до 100 кг | 4      |

### Виступи на Чемпіонатах світу
| Змагання                        | Збірна | Вагова категорія           | Місце  |
| ------------------------------- | ------ | -------------------------- | ------ |
| Чемпіонат світу з боротьби 1977 | НДР    | вільна боротьба, до 90 кг  | Срібло |
| Чемпіонат світу з боротьби 1978 | НДР    | вільна боротьба, до 90 кг  | Золото |
| Чемпіонат світу з боротьби 1979 | НДР    | вільна боротьба, до 90 кг  | Срібло |
| Чемпіонат світу з боротьби 1981 | НДР    | вільна боротьба, до 90 кг  | Бронза |
| Чемпіонат світу з боротьби 1982 | НДР    | вільна боротьба, до 90 кг  | Золото |
| Чемпіонат світу з боротьби 1983 | НДР    | вільна боротьба, до 90 кг  | Бронза |
| Чемпіонат світу з боротьби 1985 | НДР    | вільна боротьба, до 100 кг | Бронза |
| Чемпіонат світу з боротьби 1989 | НДР    | вільна боротьба, до 100 кг | Бронза |

### Виступи на Чемпіонатах Європи
| Змагання                         | Збірна | Вагова категорія                 | Місце  |
| -------------------------------- | ------ | -------------------------------- | ------ |
| Чемпіонат Європи з боротьби 1977 | НДР    | вільна боротьба, до 90 кг        | 5      |
| Чемпіонат Європи з боротьби 1978 | НДР    | вільна боротьба, до 90 кг        | Золото |
| Чемпіонат Європи з боротьби 1979 | НДР    | вільна боротьба, до 90 кг        | Золото |
| Чемпіонат Європи з боротьби 1980 | НДР    | вільна боротьба, до 90 кг        | Срібло |
| Чемпіонат Європи з боротьби 1981 | НДР    | вільна боротьба, до 90 кг        | Золото |
| Чемпіонат Європи з боротьби 1982 | НДР    | вільна боротьба, до 100 кг       | Срібло |
| Чемпіонат Європи з боротьби 1983 | НДР    | вільна боротьба, до 90 кг        | Бронза |
| Чемпіонат Європи з боротьби 1983 | НДР    | греко-римська боротьба, до 90 кг | 5      |
| Чемпіонат Європи з боротьби 1984 | НДР    | вільна боротьба, до 100 кг       | Срібло |
| Чемпіонат Європи з боротьби 1985 | НДР    | вільна боротьба, до 100 кг       | Срібло |
| Чемпіонат Європи з боротьби 1986 | НДР    | вільна боротьба, до 100 кг       | Бронза |
| Чемпіонат Європи з боротьби 1988 | НДР    | вільна боротьба, до 100 кг       | Бронза |

### Виступи на інших змаганнях
| Змагання                           | Збірна | Вагова категорія                  | Місце  |
| ---------------------------------- | ------ | --------------------------------- | ------ |
| Гран-прі Німеччини з боротьби 1977 | НДР    | вільна боротьба, до 90 кг         | Срібло |
| Гран-прі Німеччини з боротьби 1978 | НДР    | вільна боротьба, до 90 кг         | Золото |
| Гран-прі Німеччини з боротьби 1980 | НДР    | вільна боротьба, до 90 кг         | 5      |
| Гран-прі Німеччини з боротьби 1981 | НДР    | вільна боротьба, до 90 кг         | Золото |
| Гран-прі Німеччини з боротьби 1983 | НДР    | вільна боротьба, до 90 кг         | Золото |
| Гран-прі Німеччини з боротьби 1984 | НДР    | вільна боротьба, до 90 кг         | Золото |
| Гран-прі Німеччини з боротьби 1986 | НДР    | греко-римська боротьба, до 100 кг | Срібло |
| Гран-прі Німеччини з боротьби 1987 | НДР    | вільна боротьба, до 100 кг        | Золото |
| Гран-прі Німеччини з боротьби 1988 | НДР    | вільна боротьба, до 100 кг        | Срібло |
| Гран-прі Німеччини з боротьби 1989 | НДР    | вільна боротьба, до 100 кг        | Срібло |

### Виступи на змаганнях молодших вікових груп
| Змагання                                      | Збірна | Вагова категорія          | Місце  |
| --------------------------------------------- | ------ | ------------------------- | ------ |
| Чемпіонат Європи з боротьби серед молоді 1976 | НДР    | вільна боротьба, до 90 кг | Срібло |